# Paarssteelspleetvezelkop
De paarssteelspleetvezelkop (Inocybe pusio) is een schimmel behorend tot de familie Inocybaceae. Hij vormt ectomycorrhiza. Hij wordt op de grond gevonden in loofbossen, gemengde bossen en parken, zelden in naaldbossen. Het voorkomen is waargenomen onder eiken, linde, beuken en populieren en eenmaal onder den.

## Kenmerken

### Uiterlijke kenmerken
Hoed
De hoed is 1 tot 3 cm breed. Aanvankelijk is hij conisch, daarna uitgespreid met een kleine, soms scherpe umbo. Eerst is de rand licht gekruld, dan recht. Het oppervlak is droog, enigszins hygrofaan, bedekt met kleine en aanhangende schubben, die slechts licht uitsteken aan de rand. De kleur is noten of bruin met een grijze of koperen tint, maar geen zweem van paars.
Lamellen
De lamellen zijn enigszins aangehecht, dun, vrij dicht, aanvankelijk grijsbeige, daarna met een olijfkleurige tint, soms licht paars.
Steel
De steel is 2 tot 4 cm lang en 0,2 tot 0,3 cm dik. De vorm is cillindrisch en aan de basis iets dikker. Het oppervlak is bleek lila van leur en na verloop van tijd wordt deze geelbruin. Het bovenste deel is gematteerd en het onderste deel is glad.
Vlees
Het vlees is witachtige of bleke crème in de hoed, licht lila in de steel. 
Geur en smaak
Het heeft geen kenmerkende smaak. De geur is aards of spermatisch.

### Microscopische kenmerken
De gladde sporen zijn elliptisch en meten 7,5-10 × 5-7,5 µm. De basidia meten 28–30 × 8–10 µm. Metuloïden zijn flesvormig, met wanden die licht reageren met ammoniak en hebben de afmeting 50–70 × 10–25 µm. Caulocystidia zijn dunwandig zonder kristallen en meten 100 × 10–15 µm.

## Verspreiding
De paarssteelspleetvezelkop komt voor in Europa en het noorden van Noord-Amerika. In Nederland komt de soort vrij algemeen voor.

## Foto's

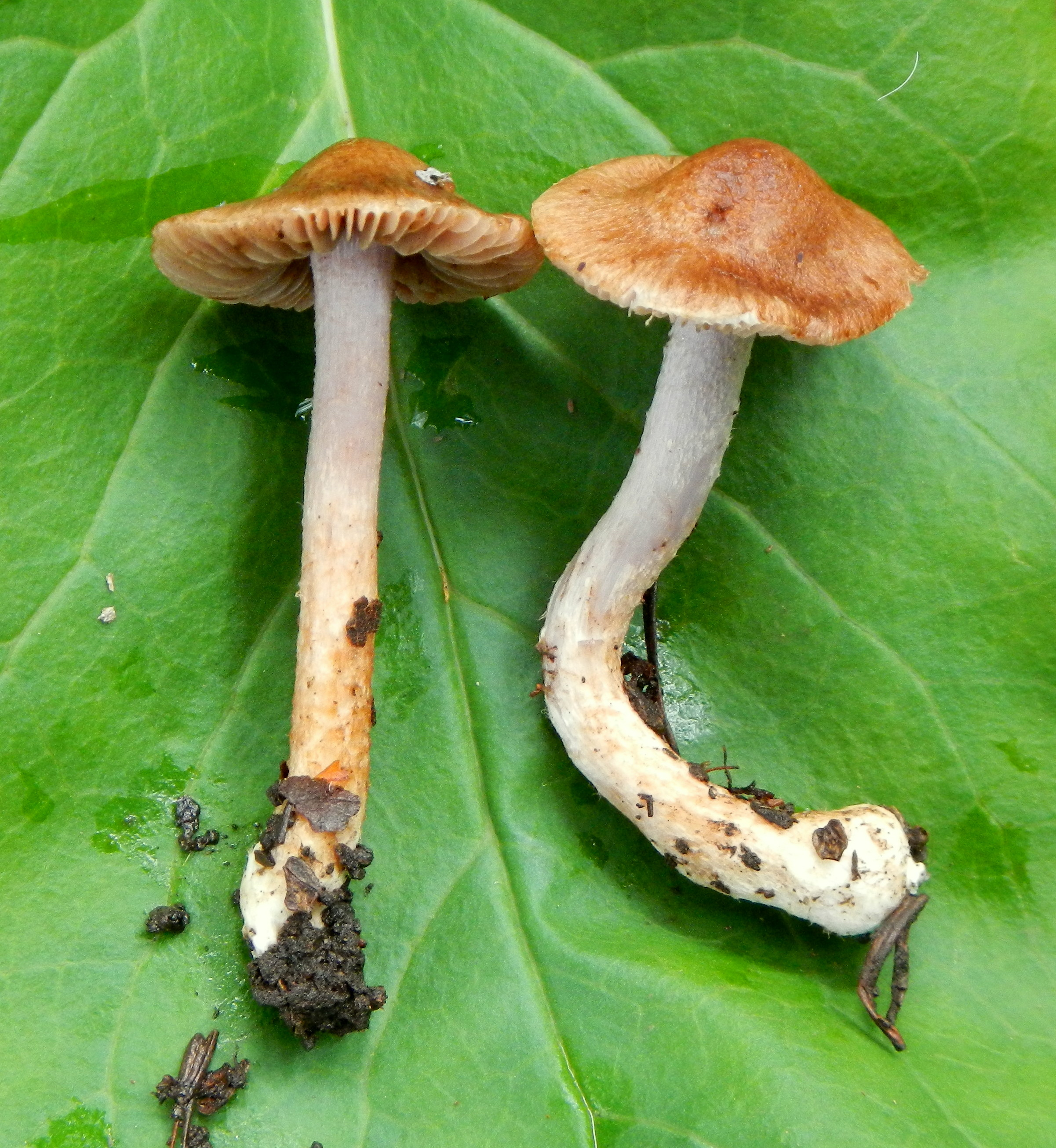
Steel
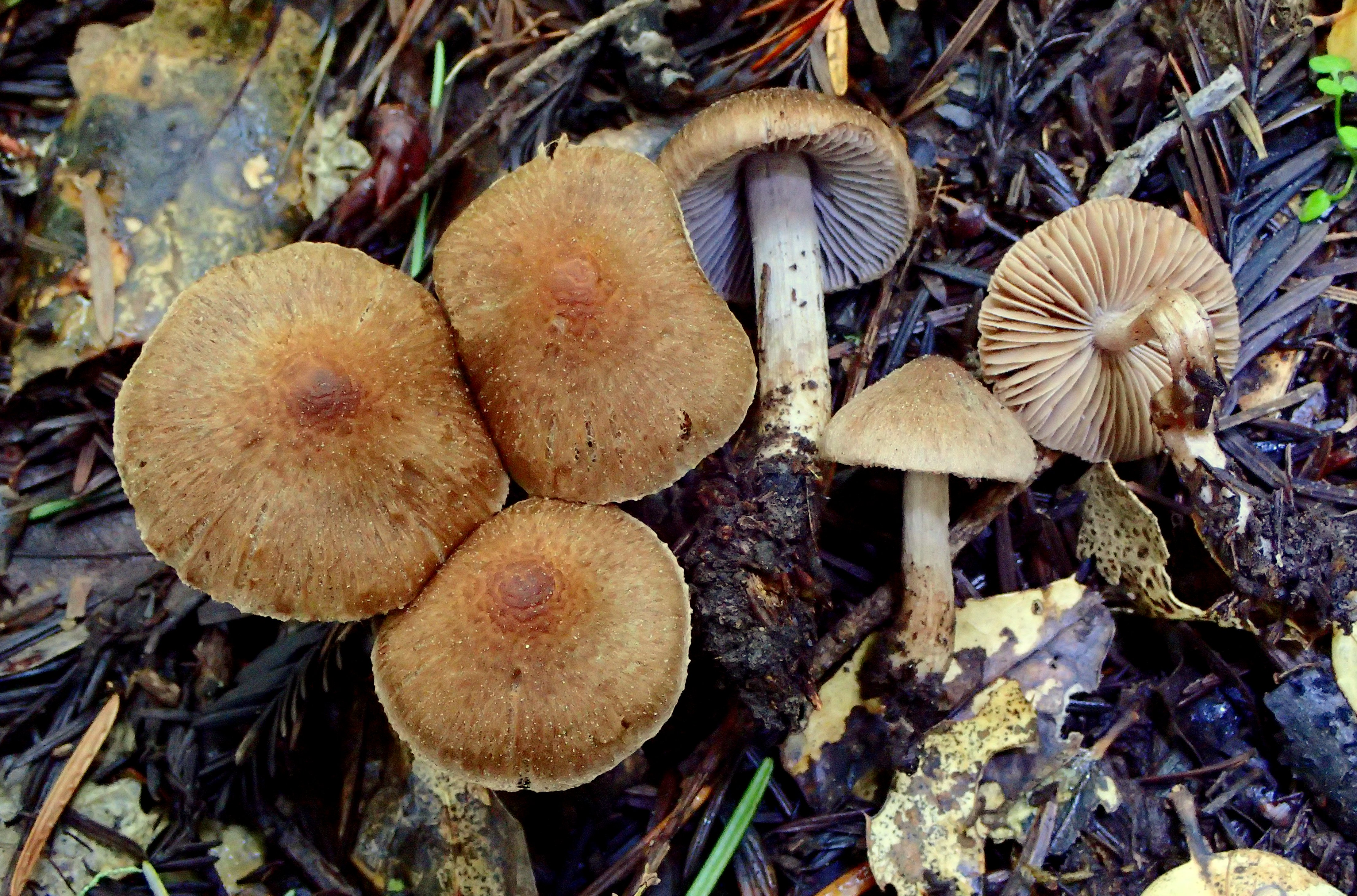
Hoed